# Rape – Die Vergewaltigung des Richard Beck
Rape – Die Vergewaltigung des Richard Beck ist ein US-amerikanisches Fernseh-Drama aus dem Jahr 1985. Im Original wurde der Film nach seiner Ausstrahlung von The Rape of Richard Beck in Deadly Justice umbenannt.

## Handlung
Richard Beck ist ein beinharter Polizist in Seattle, dessen Methoden nicht immer die besten sind. Er vertritt zudem sexistische Vorurteile und auch die Meinung, dass Vergewaltigung eher ein Kavaliersdelikt und vergewaltigte Frauen selbst schuld seien, denn sie hätten nichts anderes gewollt, als Sex zu haben. Als er allerdings eines Tages zwei Drogendealer verfolgt und nahe der Battery Street von ihnen in einen Hinterhalt gelockt wird, wird er selbst Opfer einer Vergewaltigung. Fortan versucht er das Geschehene zu verarbeiten. Da er ohne Rückendeckung operierte und zudem noch nicht einmal im Dienst war, sind viele seiner Kollegen nun der Meinung, er sei selber schuld, so wie Beck das über vergewaltigte Frauen dachte, die zum Beispiel allein unterwegs waren. Auch sein Vater hat aus diesem Grund absolut kein Mitleid mit ihm. Vielmehr hilft ihm die Psychologin Barbara McKee, die ihn und seine Methoden zuvor heftig kritisiert hatte.

## Kritik
„Thematisch nicht uninteressanter, solide gespielter Fernsehfilm; inszenatorisch jedoch vereinfachend und plakativ in der Umkehrung der Situation, die Männer Angst, Demütigung und Verzweiflung einer Vergewaltigung begreifen lassen soll.“

„Der Krimi betont zwar die psychische Entwicklung Becks, enthält aber auch brutale Szenen  jedenfalls in der unzensierten Fassung. Crenna erhielt für seine überzeugende Darstellung einen ‚Emmy‘. Fazit: Straff geschrieben und packend gespielt.“

„Als Lehrmittel ist dieser Film gut gemacht. Crenna schafft es eine große Palette von Emotionen in seine schwierige Rolle darzustellen. Aber ein Problem an diesem Film ist […], dass Beck nach seiner Vergewaltigung ein besserer Mensch als zuvor ist. Er ist wärmer, menschlicher, hat mehr Verständnis, ist ein besserer Vater und hat einen besseren Umgang mit seiner Ex-Frau. An seiner persönlichen Katastrophe ist er gewachsen. Das ist vielleicht ein wenig optimistisch.“

## Hintergrund
In den USA wurde der Film zum ersten Mal am 27. Mai 1985 auf ABC ausgestrahlt. In Deutschland wurde der Film am 20. Juli 1987 direkt auf VHS veröffentlicht.

## Auszeichnungen
Eddie Awards
- 1986: Gewonnen, „Bester Schnitt in einem Fernsehspezial“ – Millie Moore & Maurie Beck

Emmy Awards
- 1985: Gewonnen, Bester Hauptdarsteller – Mini-Serie oder TV-Film – Richard Crenna

Golden Globe Award
- Bei der Verleihung des Golden Globe Awards 1986 wurde Crenna mit einer Nominierung als Bester Hauptdarsteller – Mini-Serie oder TV-Film bedacht.